# Guvernementet Pskov
Guvernementet Pskov var en administrativ region i Kejsardömet Ryssland under perioden 1772–1927. Det geografiska området gränsade till flera andra guvernement, inklusive Sankt Petersburg i norr, Novgorod, Tver och Smolensk i öster, Vitebsk i söder och Livland i väster.  
År 1912 uppskattades befolkningen till 1 390 000 invånare. Majoriteten av befolkningen utgjordes av ryssar, tillsammans med cirka 26 000 ester, 12 000 letter och 1 500 judar.

## Geografi
Pskov hade en total yta på ca 45 000 km2, varav nästan 1 000 km2 utgjordes av vattendrag. Landskapet i området var huvudsakligen slätt, med bergiga områden endast i söder och sydöst. Omkring floderna Lovat och Polista utbredde sig en omfattande skogbevuxen kärrtrakt, som sträckte sig ända upp till den norra gränsen.
Guvernementet var rikt på floder som tillhörde tre olika bäcken: norrut till sjöarna Peipus och Pskov, i mitten till sjön Ilmen (via floderna Sjelonj, Polista, Lovat) och söderut till Daugava. Många av dessa floder var delvis möjliga att segla på och användes främst för timmerflottning. Området hade cirka än 850 sjöar, varav den största var Pskovsjön. Sjöns area var 734 km2 och sjön var förenad med Peipus genom ett 60 km långt sund.
Nästan hälften av guvernementet var täckt av skog, på vissa områden upp till två tredjedelar. Trots den magra jorden var jordbruk huvudnäringen, men den räckte inte för att möta regionens spannmålsbehov. Vid de större sjöarna och floderna var fiske en betydande ekonomisk verksamhet. Lin var betydande exportvara. Industrin i regionen var relativt obetydlig.